# بندر نخیلو
بندر نخیلو، روستایی در دهستان مقام بخش شیبکوه شهرستان بندر لنگه در استان هرمزگان ایران است.

## جمعیت
بر پایه سرشماری عمومی نفوس و مسکن در سال ۱۳۹۵، جمعیت این روستا برابر با ۳۴۵ نفر (۸۶ خانوار) بوده است.